# Вельден
Вельден (нім. Welden) — громада в Німеччині, знаходиться в землі Баварія. Підпорядковується адміністративному округу Швабія. Входить до складу району Аугсбург. Центр об'єднання громад Вельден.
Площа — 17,96 км2. Населення становить 3825 ос. (станом на 31 грудня 2020).